# Margherita Parrilla
Margherita Parrilla (Roma, 25 novembre 1949) è una ballerina italiana.
Dal 1996 al 2013 è Direttore dell’Accademia Nazionale di Danza di Roma e dal 2016 ricopre il ruolo di alto esperto ANVUR.

## Biografia
Di madre polacca e di padre italiano, Margherita Parrilla nasce a Roma. Inizia lo studio della danza classica presso la scuola del Teatro dell'Opera di Roma, diretta da Attilia Radice, dove nel 1967 consegue il diploma. Nell'aprile 1979 riceve la nomina di prima ballerina del Teatro dell'Opera di Roma. In seguito, alla sua attività di ballerina ha affiancato quella di direttore artistico e di compagnie e per 17 anni ha diretto l'Accademia Nazionale di Danza di Roma, incarico assegnatole "per chiara fama". Da settembre 2016 è nominata dall'ANVUR (Agenzia nazionale di valutazione del sistema universitario e della ricerca) alto esperto della valutazione delle istituzioni AFAM-Alta formazione artistica, musicale e coreutica, settore della danza.
Nel 1980, con l'attore Francesco Capitano, fonda la compagnia Teatro D2, della quale è anche direttore artistico, e, insieme allo stesso Capitano, porta in scena numerosi spettacoli, tra cui Traviata, Une aventure dans le mal (1988).  Lo spettacolo Mi ami? è ripreso e trasmesso da RAI 2 e presentato alla rassegna filmica del Festival di Spoleto.
Nel 1995, Margherita Parrilla assume il ruolo di Direttore artistico del Rosa Etrusca Festival, Montalto di Castro; per tre anni consecutivi è direttore artistico di Civit'arte, Civita di Bagnoregio, un festival di danza, musica e teatro.
Il primo contatto con l'istituzione coreutica romana avviene negli anni 1978-1981 con l'insegnamento nelle classi di repertorio. In seguito, è nominata, "per chiara fama", dal Ministro dell'Istruzione Luigi Berlinguer, Direttore dell'Accademia Nazionale di Danza.
Nel 2001 fonda, e ne è anche Direttore artistico, il Premio Roma - Concorso Internazionale di Danza, sotto l'Alto Patronato del Presidente della Repubblica; presiede la giuria Vladimir Vassiliev. La premiazione viene trasmessa da Rai Uno ogni anno fino al 2012. 
Nel 2011 nasce anche il Premio Roma Danza - dedicato alla Coreografia, che si alterna con il Concorso Internazionale di Danza per gli interpreti, e aderisce alla Federazione Internazionale dei Concorsi di Danza di Mosca; Presidente di giuria Ushio Amagatsu.
Gli anni della direzione dell'Accademia Nazionale di Danza vedono la realizzazione di progetti artistici come la riapertura nel 1997 del Teatro all'Aperto (Teatro Grande), la decorazione, nel 2001, di tre aule con importanti artisti italiani e l'inaugurazione del Teatro Ruskaja, antico vano del IV sec. d.C., restaurato e adibito a teatro nel 2004. Nel 1999 l'Accademia diviene parte del nuovo settore Alta Formazione Artistica e Musicale (AFAM) con l'equiparazione dei diplomi post-secondari di Triennio e di Biennio ai livelli dei diplomi universitari.
Nel 2009 nasce la prima biblioteca nazionale di danza dell'Accademia nazionale di danza, sezione del Polo Bibliotecario BVE, sotto l'egida della Biblioteca Nazionale Centrale di Roma.
Nel 2010, con la riforma dell'istruzione secondaria superiore, nascono i licei musicali-coreutici e nel 2012 nasce il Corso di Diploma Accademico di I livello in Discipline Coreutiche tecnico-compositive - Scuola di Coreografia, presso il Teatro Carlo Gesualdo di Avellino.